# Callionymus neptunius
Callionymus neptunius, tên thông thường là cá đàn lia đuôi dài, là một loài cá biển thuộc chi Callionymus trong họ Cá đàn lia. Loài này được mô tả lần đầu tiên vào năm 1910.

## Phân bố và môi trường sống
C. neptunius được tìm thấy tại Philippines, Papua New Guinea và Indonesia. Loài này sống trên đáy cát, gần các khu vực cửa sông, ở độ sâu trong khoảng 3 – 37 m.

## Mô tả
Chiều dài tối đa được ghi nhận ở C. neptunius là khoảng 13 cm (cá đực). Cá mái có kích thước nhỏ hơn.